# Soldat Fabian Bom
Soldat Fabian Bom är en svensk buskis-fars från Vallarnas Friluftsteater i Falkenberg 2017, regisserad av Ulf Dohlsten, i ombearbetning av Nils Poppes original-idé Soldat Bom.
Soldat Fabian Bom hade premiär den 2 juli 2017, och släpptes på DVD den 25 juni 2018.

## Rollista
| Jojje Jönsson    | – Fabian Bom, stins                              |
| Annika Andersson | – Ulla-Britta Bom / Elmer Gottefjun              |
| Siw Carlsson     | – Majorska Carolina Hård                         |
| Mikael Riesebeck | – Furir Gottfrid Berglund                        |
| Mia Poppe        | – Sjuksyster Gabriella Killman                   |
| Sara Axelsson    | – Sjuksyster Agnes, kvinnlig vagabond            |
| Mikael Ahlberg   | – Kapt. Allan Forsman / Bo-Jan "Bojan" Andersson |
| Kent Vickell     | – Menige Olsson, soldat                          |
| Niclas Strand    | – Menige Teofil "Lillen", soldat                 |
| Ola Hedén        | – Menige Kalle "Fimpen" Bengtsson, soldat        |

## Trivia
Annika Andersson spelade rollen som Ulla-Britta Bom, Fabians syster (vilken utger sig för att vara Elmer Gottefjun, soldat), när de uppträdde på Vallarnas Friluftsteater i Falkenberg. Anna Carlsson ersatte Annika Andersson för denna roll, när de uppträdde på turné.